# Henk Zeevalking
Hendrik Jan (Henk) Zeevalking (ur. 7 czerwca 1922 w Laag-Keppel, zm. 23 lutego 2005 w Delfcie) – holenderski polityk, prawnik i samorządowiec, deputowany, w latach 1975–1977 sekretarz stanu, w latach 1981–1982 minister transportu i gospodarki wodnej.

## Życiorys
Kształcił się w zakresie prawa na Uniwersytecie w Utrechcie. Praktykował jako prawnik, pełnił też funkcję sekretarza generalnego związku teatrów amatorskich NATU. Był również masonem.
Należał do Partii Ludowej na rzecz Wolności i Demokracji. W 1966 dołączył do Demokratów 66, w latach 1979–1981 zajmował organizacyjne stanowisko przewodniczącego tej partii. W latach 1970–1975 zasiadał w radzie miejskiej Utrechtu, do 1974 był członkiem miejskiej egzekutywy, odpowiadając m.in. za kwestie transportu drogowego i robót publicznych. Od czerwca 1975 do września 1977 pełnił funkcję sekretarza stanu w resorcie sprawiedliwości w gabinecie Joopa den Uyla. W latach 1977–1979 wykonywał mandat posła do Tweede Kamer, w latach 1979–1981 był burmistrzem Rijswijku. Od września 1981 do listopada 1982 sprawował urząd ministra transportu i gospodarki wodnej w drugim i trzecim rządzie Driesa van Agta. W latach 1985–1988 kierował radą dyrektorów Uniwersytetu Technicznego w Delfcie.

## Odznaczenia
- Order Lwa Niderlandzkiego III klasy (1978)[1]
- Order Oranje-Nassau II klasy (1982)[1]